# Ремзи Болтон
Ремзи Болтон (енгл. Ramsay Bolton), раније Ремзи Снежни (енгл. Ramsay Snow), измишљени је лик из серије епско-фантастичних романа Песма леда и ватре америчког аутора Џорџа Р. Р. Мартина и њене телевизијске адаптације Игра престола.
Представљен у роману Судар краљева (1998), Ремзи је ванбрачни син лорда Руза Болтона. Помиње се у романима Олуја мачева (2000) и Гозба за вране (2005), а потом се појављује у роману Плес са змајевима (2011). Ремзи је аморалан и злобан садиста који настоји да га отац призна као правог Болтона. Он је директно одговоран за неколико зверстава у романима и телевизијској серији, укључујући брутално мучење Теона Грејџоја и пљачку Зимоврела. Његова улога примарног антагонисте је знатно проширена у телевизијској адаптацији.
Ремзија је у HBO-овој телевизијској адаптацији тумачио велшки глумац Иван Реон. Добио је признање критичара за своју изведбу, иако је пријем његовог лика био више поларизован. Сматра се једним од најбруталнијих и најомраженијих зликоваца у серији.